# Site Reliability Engineering
L'ingénierie de la fiabilité des sites (ou SRE pour Site Reliability Engineering) est une discipline qui intègre des aspects de l'ingénierie logicielle et les applique aux problèmes d'infrastructure et d'exploitation. Les principaux objectifs sont de créer des systèmes logiciels évolutifs et extrêmement fiables. Selon Ben Treynor, fondateur de la Site Reliability Team de Google, le SRE est « ce qui se passe lorsqu'un ingénieur logiciel est chargé de ce que l'on appelait autrefois l’exploitation ».

## Rôles
Un expert en ingénierie de la fiabilité des sites (SRE) consacrera jusqu'à 50 % de son temps à des tâches liées à l’exploitation telles que les problèmes, les astreintes et les interventions manuelles. Comme on s'attend à ce que le système logiciel supervisé par un SRE soit hautement automatique et autoréparable, le SRE devrait consacrer l'autre moitié de son temps aux tâches de développement comme les nouvelles fonctionnalités, l'évolution ou l'automatisation. Le candidat idéal pour devenir ingénieur en fiabilité de site est soit un ingénieur en logiciel avec une bonne formation en administration, soit un administrateur système hautement qualifié avec des connaissances en codage et en automatisation.

### DevOps vs SRE
La SRE se distingue du devops par son accent sur la fiabilité.